# Structură nominativ-acuzativă

Structura nominativ-acuzativă

În tipologia lingvistică, structura nominativ-acuzativ este un tip de structură de acțiune morfosintactică în care subiectele verbelor intranzitive sunt tratate ca subiectele verbelor tranzitive și se disting de obiectele verbelor tranzitive în construcțiile de bază. Structura nominativ-acuzativ poate fi codificată prin marcarea cazului, acordul verbal și/sau ordinea cuvintelor. Are o distribuție globală largă și este cel mai comun sistem între limbile lumii (inclusiv româna). Limbile cu aliniere nominativ-acuzativă sunt numite în mod obișnuit limbi nominativ-acuzative.

## Comparație cu alte structuri
Un verb tranzitiv nu este altceva decât un verb al cărui rezultat se răsfrânge asupra unui obiect, sau cu alte cuvinte, obiectul tranzacționează dintr-o stare în alta, de unde și termenul de „tranzitiv” (vezi tranzitivitate). Un verb tranzitiv este prin urmare asociat cu două perifraze substantivale (sau argumente): un agent și un obiect direct. Un verb intranzitiv este asociat cu un singur argument, un subiect. Diferitele tipuri de argumente sunt de obicei reprezentate prin S, A și O. S este singurul argument al unui verb intranzitiv, A este agentul unui verb tranzitiv, iar O este argumentul obiectului direct (câteodată numit și pacient) al unui verb tranzitiv. Româna folosește sistemul nominativ-acuzativ în marcarea cazurilor pronumelor personale: argumentul unic (S) al unui verb intranzitiv („Eu” în propoziția „Eu merg”) se comportă din punct de vedere gramatical ca agentul (A) al unui verb tranzitiv („Eu” în propoziția „Eu i-am căutat pe ei”), dar diferit de obiectul (O) al unui verb tranzitiv („pe mine” în propoziția „Alex m-a văzut pe mine”).
Într-un structură ergativ-absolutiv, în schimb, subiectul (S) al unui verb intranzitiv se comportă la fel cu obiectul (O) al unui verb tranzitiv, în timp ce agentul (A) al unui verb tranzitiv se comportă diferit.
Un sistem tripartit în schimb, va trata toate cele 3 cazuri separat, de unde și numele.
|   | Nominativ–acuzativ | Ergativ–absolutiv | Tripartit |
| - | ------------------ | ----------------- | --------- |
| A | la fel             | diferit           | diferit   |
| S | la fel             | la fel            | diferit   |
| O | diferit            | la fel            | diferit   |

### Ergativitatea divizată
Este obișnuit ca limbile (cum ar fi georgiana) să aibă sisteme de aliniere suprapuse, care prezintă atât codificarea nominativ-acuzativă, cât și ergativ-absolutivă, un fenomen numit ergativitate divizată. De fapt, există relativ puține limbi care sunt pur ergativ-absolutive (numită ergativitate pură) și tind să fie izolate în anumite regiuni ale lumii, cum ar fi Caucaz, părți din America de Nord și Mesoamerica, Platoul Tibetan și Australia. Astfel de limbi includ sumeriană, tibetană și mayașă.

## Codarea structurii nominativ-acuzative
Structura nominativ-acuzativă se poate manifesta în moduri vizibile, numite proprietăți de codificare. Adesea, aceste proprietăți vizibile sunt morfologice, iar distincția va apărea ca o diferență în forma morfologică reală și în ortografia cuvântului sau ca particule de caz (morfeme) care vor apărea înainte sau după cuvânt (afixe).

### Marcarea cazului
Dacă o limbă prezintă marcarea morfologică a cazului, argumentele S și A vor apărea în cazul nominativ, iar argumentul O va apărea în cazul acuzativ, sau într-un caz similar, cum ar fi oblic. Pot exista mai multe cazuri care să îndeplinească rolul acuzativ; de exemplu, finlandeza marchează obiectele cu partitiv sau cu acuzativ. Este foarte comun ca doar argumentele acuzative să prezinte marcaje evidente de caz, în timp ce argumentele nominative prezintă marcaje de caz nule (sau absente).

### Topică
Unele limbi codifică foarte puțin prin morfologie și sunt mai dependente de sintaxă pentru a codifica sensul și relațiile gramaticale. Dacă o limbă se bazează mai puțin pe marcarea evidentă a cazului, structura poate fi codificată prin ordinea cuvintelor, ca în indoneziană.

### Acord verbal
Alternativ, se poate manifesta vizibil și prin acord verbal. În următorul exemplu din Amharică, verbul poate fi marcat nucleic pentru S, A și O. Atât S în propoziția intranzitivă, cât și A în propoziția tranzitivă sunt marcate de același afix (-ə, persoana a 3-a, singular, masculin), în timp ce O în propoziția tranzitivă este marcat de un afix diferit (-w, persoana a 3-a, singular, masculin, marcator de complement direct):
intranzitiv
Ləmma hed-ə
Lena a venit
tranzitiv
Ləmma   t’ərmus-u-n        səbbər-ə-w
Lena sparge sticla
Engleza are acord verbal rezidual cu structura nominativ-acuzativă, care se manifestă numai cu persoana a treia singular S și A la timpul prezent.